# Det arbejdende Danmark
|  | Denne artikel er oprettet af botten Steenthbot ud fra en ekstern database. Den kan derfor have sproglige fejl eller mangler. Denne skabelon kan fjernes efter kontrol af indholdet. |

Det arbejdende Danmark er en dansk virksomhedsfilm fra 1929 instrueret af Valdemar Andersen.

## Handling
Dansk Arbejde's jubilæumsfilm. Med et lille propelfly som guide kommer vi gennem hele landet på én dag og får et billede af det arbejdende Danmarks mangfoldighed:
Der høstes sukkerroer på Lolland. Faxe Kalkbrud. Maglemølle Papirfabrik i Næstved. Holmegaard Glasværk. Smør- og osteproduktion på et midtsjællandsk mejeri. Produktion af gummifodtøj på Codan Gummi-fabrik i Køge - der produceres 6000 par gummistøvler dagligt.
Hovedstaden: Overflyvning af København, maskinen lander på Hærens Flyveplads. Flyvemaskinefabrik. Produktionsprocessen på et avissætteri med rotationspresse. Klædefabriaktion: uldforarbejdning i store industrielle kartemaskiner, i spinderiet skabes tråden og af tråden væves stofferne. Herefter tilskæring af stoffet og videre til systuen, hvor jakkesættet bliver færdigt. En moderne skotøjsfabrik. Fabrikation af cykeldæk og -slanger samt automobildæk. Glødepærer fremstilles på samlebånd. Margarinefabrikken Otto Mønsted. Bolsche- og chokoladeproduktion. Den kgl. Porcelainsfabrik på Frederiksberg. Gartnerier med drivhuse med blomster, blå druer og meloner. De friske varer køres til Københavns grønttorv. Københavns sølvsmedekunst er verdenskendt. Fabrikation af Nilfisk-støvsugeren.
Helsingør Jernskibsværft. Træforarbejdning, bl.a. ses fremstilling af smørdritler og bøgetrækassen til smør. En anden dansk bøgetræsvirksomhed fremstiller træsko.
På teglværket fremstilles mursten. Overflyvning af Roskilde og Korsør.
Overflyvning af Odense. En melmølle. De forenede Automobilfabriker Triangel fremstiller 'trambussen'. På Odense Glasværk frestilles 1½ mio. lampeglas om året. Frugtplantage ved Svendborg. Overflyvning af Marstal og Sønderborg med Dybbølmølle. Tæppevævning i Sønderjylland. Knipling i Tønder. Overflyvning af Ribe. Vesterhavet. Fiskeri. Esbjerg havn: fisk på is, smør i tønder, flæsk og æg fragtes til England med "Parkeston". Overflyvning af Koldning - Andelssvineslagteriet med tilhørende konservesfabrik. Overflyvning af Lillebæltsbroen under opførelse. Nordisk Kabel- og Traadfabrik i Middelfart med fabrikation af tråd, skruer og havehegn. Købestævnets bygning og sølvvarefabrikken Carl M. Cohr i Fredericia. Overflyvning af Vejle med C.M. Hess' Jernstøberi - et badekar støbes og emailleres bagefter. Hammerværket i Grejsdalen producerer leblade og plovskær. Høstscener med selvbinder, hølæs køres hjem på hestevogne og stakkes i laden. Køer håndmalkes på marken - den mælk, der ikke bruges til smør og os, kondenseres og eksporteres til fjerne lande. Det sker på Den danske Mælkekondenseringsfabrik i Horsens. Trikotagefabrik i Silkeborg.
Oliefabrikken på Aarhus Havn. Lokomotiver og motortog produceres på Frichsfabrik i Aarhus. På vognfabrikken Scandia i Randers producers jernbanevogne. Overflyvning af Viborg. Fiskning på østersbankerne ved Lemvig. Spritfabrikkerne i Aalborg. Tobaksfabrik i Aalborg. Cementfabrikken Aalborg Portland. Overflyvning af Skagen.